# Domenic Mediate
Domenic Mediate est un footballeur américain, né le 1er juin 1982 à Sheridan, Wyoming, États-Unis.
Il évolue depuis 2006 avec le club américain du D.C. United.

## Clubs
- 2005 :  Columbus Crew
- 2006-2009 :  D.C. United
- 2009- :  Puerto Rico Islanders